# Adele Romanski
Adele Romanski   (Sarasota, 10 de novembre de 1982) és una productora de cinema independent estatunidenca coneguda per haver treballat en els films Moonlight i Aftersun.

## Vida primerenca
Va créixer a Venice, a l'estat de Florida. Es va graduar a la Pine View School el 2001 i després, a la Universitat Estatal de Florida el 2004. Va assistir a la universitat amb el director Barry Jenkins.

## Carrera
El 2010, va donar-se a conèixer com a productora de The Myth Of The American Sleepover, dirigida per David Robert Mitchell.
Va ser fonamental en el procés creatiu de la segona pel·lícula de Barry Jenkins, Moonlight, durant el qual va fer-lo decidir els conceptes bàsics de l'obra, va trobar ubicacions on dur a terme el rodatge i va recomanar Mahershala Ali per al paper de Juan. Gràcies a la seva participació en Moonlight, que va estar nominat en 8 categories dels Oscar de 2015 i finalment va rebre l'Oscar a la millor pel·lícula.
El gener del 2017, es va anunciar que seria la productora executiva de la segona temporada de The Girlfriend Experience.
A banda de la producció cinematogràfica, el 2012 va guionar i dirigir la pel·lícula Leave Me Like You Found Me.
El febrer del 2018, va ser seleccionada com a part del jurat de la secció principal de competició del 68è Festival Internacional de Cinema de Berlín. El mateix mes, El blues de Beale Street, produïda per ella, va rebre l'Independent Spirit a la millor pel·lícula.
El 2022, va coproduir amb el mateix Barry Jenkins i Mark Ceryak la pel·lícula Aftersun, gràcies a la qual van obtindre el Premi British Independent Film al millor film britànic independent. També ha estat nominada conjuntament amb la directora Charlotte Wells i els altres productors a l'Independent Spirit a la millor pel·lícula.

## Vida personal
Està casada amb el director de fotografia James Laxton, que ha treballat en diverses de les pel·lícules que ha produït.

## Filmografia

### Cinema
| Any  | Títol                              | Direcció              |
| ---- | ---------------------------------- | --------------------- |
| 2010 | The Myth of the American Sleepover | David Robert Mitchell |
| 2010 | The Freebie                        | Katie Aselton         |
| 2012 | Black Rock                         | Katie Aselton         |
| 2013 | Bad Milo!                          | Jacob Vaughan         |
| 2014 | War Story                          | Mark Jackson          |
| 2016 | Kicks                              | Justin Tipping        |
| 2016 | Morris from America                | Chad Hartigan         |
| 2016 | Moonlight                          | Barry Jenkins         |
| 2017 | Gemini                             | Aaron Katz            |
| 2018 | Under the Silver Lake              | David Robert Mitchell |
| 2018 | El blues de Beale Street           | Barry Jenkins         |
| 2020 | Never Rarely Sometimes Always      | Eliza Hittman         |
| 2022 | Aftersun                           | Charlotte Wells       |

### Televisió
| Any  | Títol                     | Notes        |
| ---- | ------------------------- | ------------ |
| 2017 | The Girlfriend Experience | 2a temporada |
| 2021 | The Underground Railroad  | Minisèrie    |